# Marija Anikanovová
Marija Michailovna Anikanovová (rusky Мария Михайловна Аниканова; 25. listopadu 1916 – 2005 Moskva), rozená Kulakovová (rusky Кулакова), byla sovětská rychlobruslařka.
Od roku 1939 se účastnila sovětských rychlobruslařských šampionátů, přičemž v první polovině 40. let se třikrát umístila na stupních vítězů. V letech 1941 a 1943 byla druhá, v roce 1944 třetí a roku 1945 skonšila na čtvrté příčce. Na mezinárodní scéně se objevila koncem desetiletí, debutovala devátým místem na Mistrovství světa 1949. Roku 1950 byla na světovém šampionátu pátá a na MS 1952 vybojovala stříbrnou medaili. Sportovní kariéru ukončila v roce 1954.